# Ernuszt János

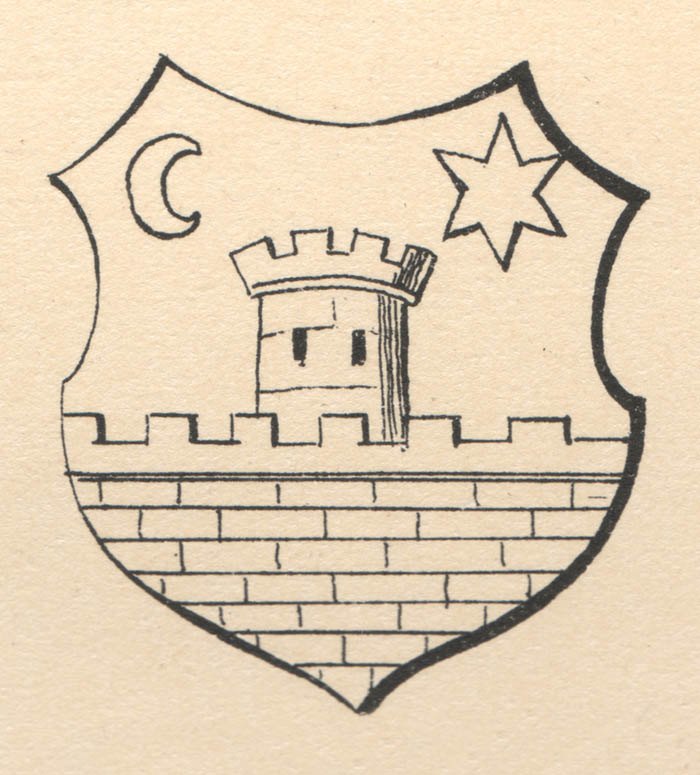
A csáktornyai Ernuszt család címere

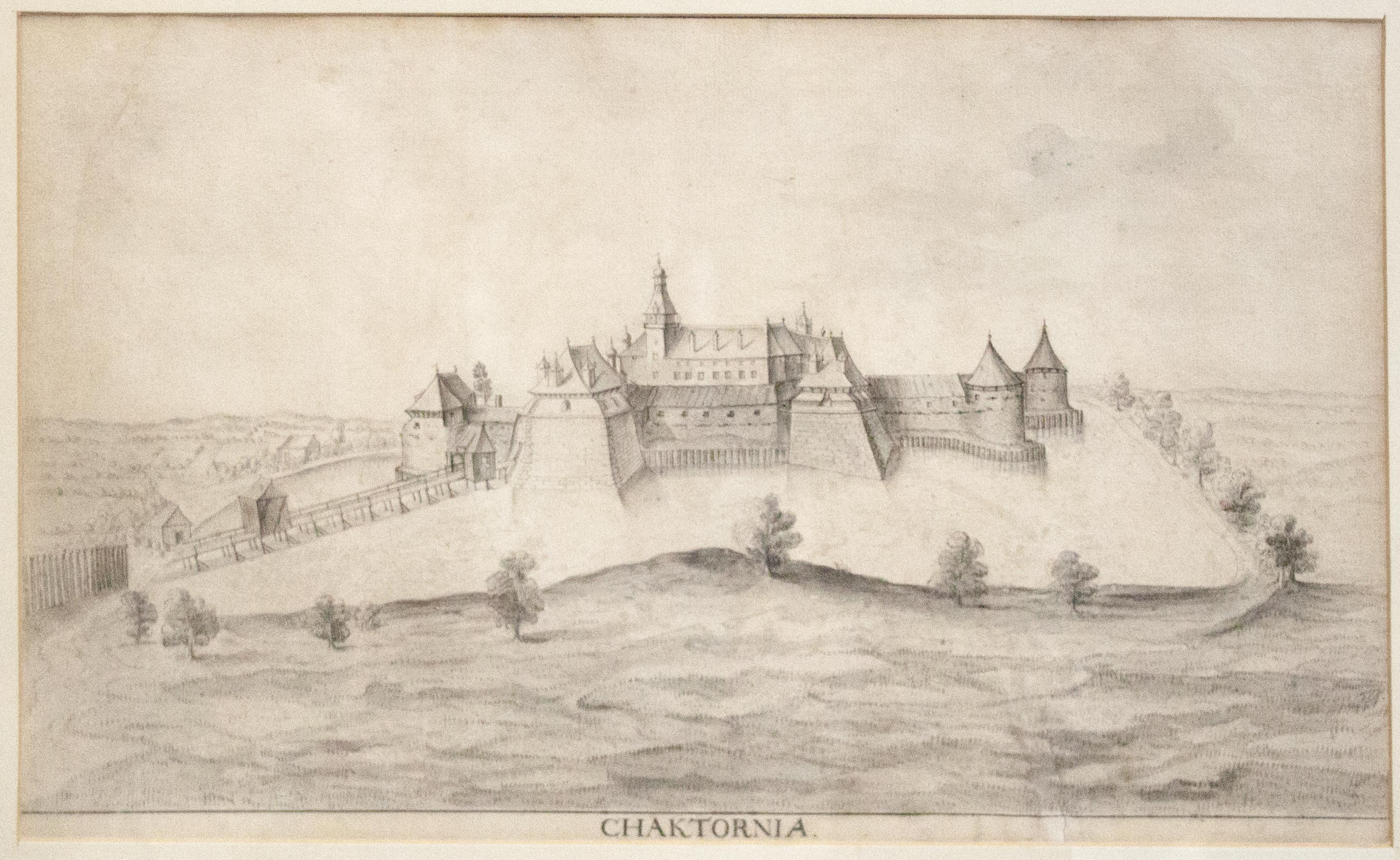
Csáktornya vára a 17. században

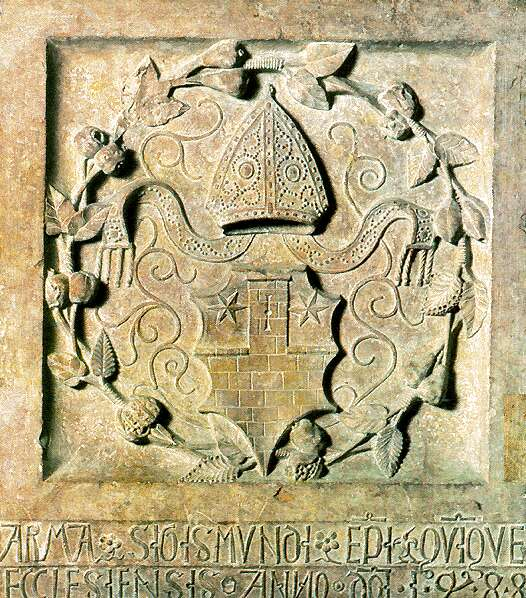
Ernuszt János fiának, Ernuszt Zsigmond pécsi püspöknek a címere

Hampó Ernuszt János (Ernst János, Csáktornyai Ernusth János, Iohanni Ernusth de Schakthornia), (? – 1477. március 3. után) bányavállalkozó, körmöci kamaraispán, kincstartó, dalmát, horvát, szlavón bán a tekintélyes Ernuszt-család őse volt. A család nevét az egykorú iratok Ernnst, Erwst, Ernnsth, Ernst, Ernsth alakban is írták. Az 1460-as évek elején udvari szállítóként Mátyás királlyal került kapcsolatba, aki udvari lovaggá tette.
Mátyás király hatalmának megszilárdításához a főurakat háttérbe szorította, saját híveit, Vitéz Jánost, Ernuszt Jánost, Janus Pannoniust pedig fontos tisztségekbe emelte. Janus Pannonius hatalma és befolyása 1467-ben érte el csúcspontját. Ernuszt János pedig hozzáértő gazdaságpolitikus, adóhivatali és jegybankelnökké vált Mátyás udvarában. Titulusa, mint a koronavám országos felügyelőjének a vectigalis coronae generalis administrator cím volt és tevékenységében függetlenítették a kincstartótól. Kincstartóként, Mátyás király megbízhatatlan pénzügyminiszterének bizonyuló Janus Pannoniust követte 1467-ben. Családi neve a német Ernst alakból származik, amelynek a latin Ernestus a megfelelője és ebből származik a magyaros Ernuszt név. A Hampó elnevezés pedig izraelita eredetükkel függhet össze.

## Élete
Valószínűleg Bécsből származott, Budán megtelepedett kikeresztelkedett budai zsidó polgár volt, Mátyás király bizalmasa volt, de pontosan nem ismert, hogy hogyan került a király környezetébe. Fiai: Ernuszt Zsigmond pécsi püspök, aki 1473-ban kapta a püspökséget Mátyástól, 1476-tól 1482-ig horvát és szlavón bán és Ernuszt János királyi főlovászmester, aki 1507-től 1510-ig szintén horvát-szlavón bán volt.

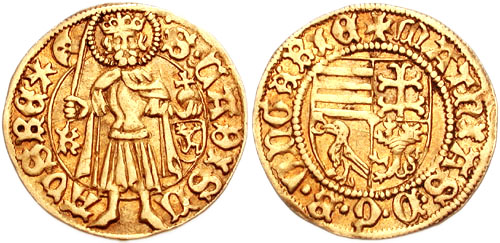
Mátyás király Körmöcbányán vert aranyforintja az 1467-es pénzreform előtt

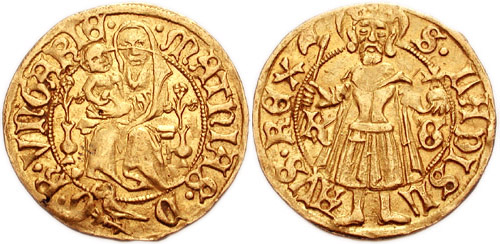
Mátyás pénzének állandó értékét az állandó éremkép is nyomatékosította. A pénzügyi reformot követően az aranyforintok előlapjára a korábbi címer helyett az ország védőszentje, a Patrona Hungariae került - amely egészen 1939-ig állandósult a magyar pénzverésben - az érem hátlapján pedig a hagyományos Szent László ábrázolás maradt

Kezdetben kereskedő és udvari szállító volt, de már 1461-ben Szapolyai Imre neki ajánlotta fel a pozsonyi harmincad vezetését. 1464-től 1467-ig harmincadispán volt, 1466-ban pedig körmöci kamaraispán, 1467-től 1476-ig I. Mátyás magyar király kincstartója, 1470–75 között zólyomi ispán, 1474-től haláláig szlavón bán. Egy 1475-ben keletkezett oklevél szerint Ernuszt János már mint szlavón bán eladta a budai kalmárboltok között fekvő házát Nicolaus Königsfeldernek.
Ernuszt János az 1460-as évek közepén ismerte fel, hogy a pénzverés és a pénzügyigazgatás átfogó reformját mielőbb végre kell hajtani. A pénzreform jogi alapját Mátyás fokozatosan teremtette meg. Ernuszt Jánosnak, mint a koronavám adminisztrátorának, vezető szerepe volt Csezmicei Jánossal és laki Tuz Jánossal együttesen javasolt kincstári reform kidolgozásában. Ernuszt János, mint Mátyás király 1467. évi pénzügyi reformjának elméleti és gyakorlati végrehajtója, felismerte, hogy egy egységes, az egész ország területét behálózó, pénzügyi szervezetet kell létrehozni és a királyi jövedelmek felügyeletét egy kézben kell tartatni, a mindenkori kincstartó kezében. 1467 októberében Mátyás király Ernst (Ernuszt) János budai polgárt királyi kincstartóvá, és egyben főkamaragróffá nevezte ki, aki ezt a tisztségét haláláig megtartotta. Eltörölték a kamara haszna nevű adót, amely a sok mentesítés miatt csekély adóbevételt jelentett. A kapuadó (lucrum camerae) helyett a füstadót (tributum fisci regalis) vezették be, így a háztartásonként szedett adót nem portánként, hanem családonként kellett megfizetni, ami jelentősen megnövelte a kincstár jövedelmét. A király által szentesített pénzügyi törvényt 1467. március 25-én hirdették ki. Bevezették a koronavámot (vectigal coronae) a korábbi általános külkereskedelmi - be- és kiviteli - vám, azaz a harmincadvám (tricesima) helyett. 1469-ben megkapta a rendkívüli adó beszedésének jogát is. Mátyás jóváhagyásával a pénzreformot is végrehajtotta, bevezették az új, állandó értékű ezüstpénzeket, ekkor 100 dénár ért 20 garast, ami 200 obulust és 1 arany forintot ért.
A pénzügyi reform bevezetése után, 1467-től Mátyás király haláláig 1490-ig, három nem nemesi származású személy töltötte be a kincstartói pozíciót és álltak az újonnan bevezetett pénzügyi rendszer élén: Ernuszt János 1467 és
1476, Handó György 1476 és 1478, Nagylucsei Orbán a későbbi győri püspök pedig 1478 és 1490 között. Ekkoriban a városok is fizettek kiváltságaikért, az új adókkal együtt megsokszorozódtak a királyi bevételek, évente átlagosan 800 000-1 000 000 arany között volt Mátyás kincstárának bevétele.

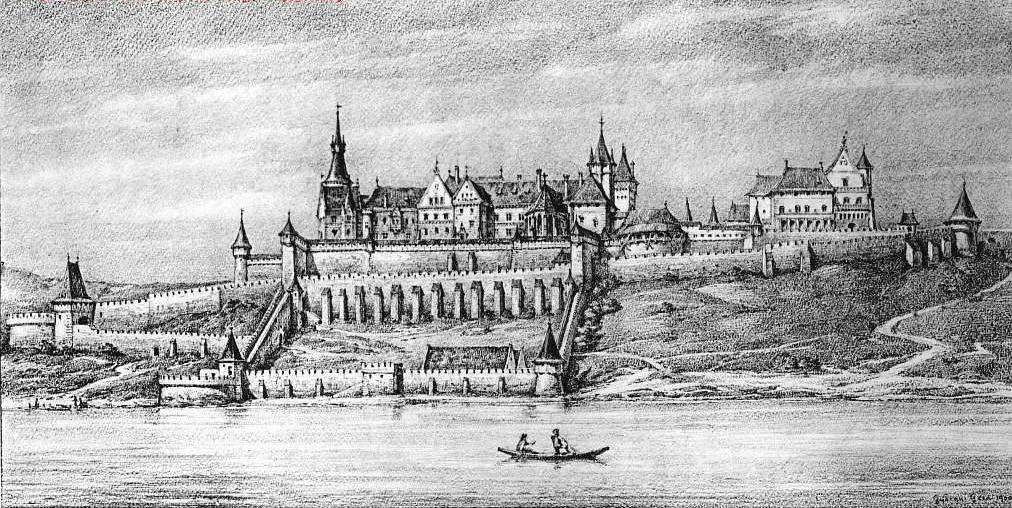
Mátyás budai vára

1470. április 23-án a királyi jövedelmek kezelése során kincstartóként tanúsított érdemei elismeréséül Mátyás király Turóc vármegye örökös főispánjává nevezte ki Ernuszt Jánost. Miután Mátyás király a Cillei grófok kihalását követően visszaszerezte a csáktornyai uradalmat, új kincstartójának, Ernuszt (Hampó) Jánosnak adományozta azt, aki később 1470-ben megkapta Lipcsét és 1470–75 között zólyomi ispán lett, attól kezdve felvette a Csáktornyai előnevet és a Hampó családnevet. A csáktornyai uradalom az Ernusztok kihalásával, 1541-ben Ernuszt Gáspár halála után, Keglevich Péter horvát bán tulajdonába került.
Zálog- és pénzüzletekkel is foglalkozott, megszerezte a stridóvári uradalmat. Megvette Jung István besztercebányai bányáit, Mátyás azonban 1472-ben hűtlen kezelés miatt az aranybányákat elvette tőle. Budán a Mária (mai Mátyás)-templom mellett Mária-kápolnát alapított.

## Végrendelete
1476 márciusában halála előtt Ernuszt János a végrendeletében meghagyta, hogy a Budavári Nagyboldogasszony-templom mellé kápolnát építsenek, fiát, Ernuszt Zsigmond pécsi püspököt pedig a pécsi székesegyház restaurálására kérte.
Én, Ernuszt János, Szlavónország bánja, bár testben gyenge, lélekben ép, magam felől és a legmagasságosabbtól nékem juttatott javakról végakaratot rendelni kívánván ilyen végrendeletet teszek: Először lelkemet a mindenható Istennek, teremtőmnek, testemet a földnek ajánlom, amit temessenek az általam alapított Szent Szűz templom kriptájába, az új kápolnába, feleségemet, fiaimat, Zsigmond pécsi püspököt és Jánost a felséges fejedelemnek és uramnak, Mátyás királynak gyámolítására és oltalmára bízom minden ingó és ingatlan javakkal egyetemben …

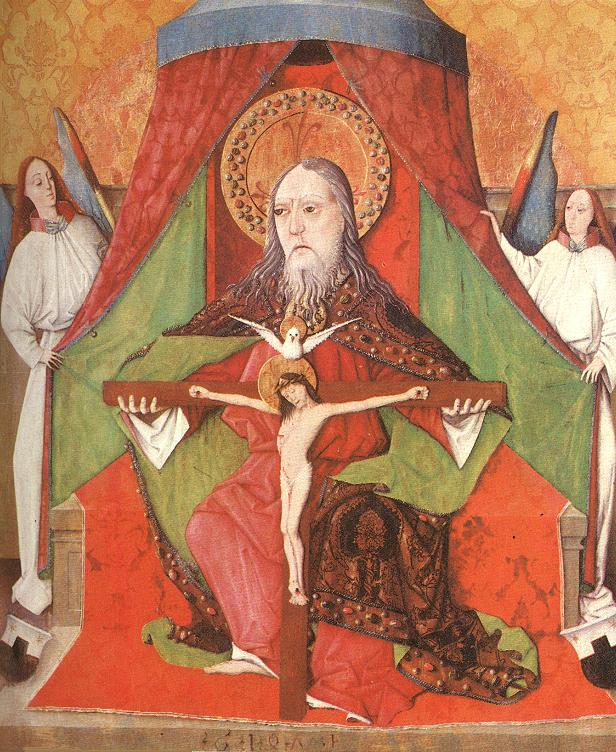
G. H. mester: Szentháromság oltárkép, Mosóc. A trónus lépcsőjének legalsó szegélyén G 1471 H jelzés, a mester szignatúrája és az oltár elkészültének ideje, a lépcső két oldalán Ernuszt János, a donátor, budai polgár címere látható.

…Ennélfogva ti, akik jelen vagytok és hallottátok ezt a végakaratomat, kérlek, legyetek hű tanúim felséges király uram és a fent említett végrehajtó urak előtt, tudniillik ti, János orvosdoktor és a nádorispán, Kisbán Bálint, Engelhard gyógyszerész, Lábatlani András, György asztalnok és mindenki más, akik most itt vagytok, kérlek, emlékezzetek ezekre a szavaimra. Mely dolgok bizonyságára miután az előbb említett tanúk megtekintették ezt az általam bevégzett végrendeletet, az én és a plébános úr pecsétjével megerősítettük az Úr ezernégyszázhetvenhatodik esztendejében a húsvét előtti hatodik vasárnapon…
… megerősítésére a jelen kiváltságlevelünket függő pecsétünkkel megpecsételve rendeltük kiadni. Adatott a Szűz Mária megtisztulása ünnepe előtti pénteken az Úr ezernégyszázhetvenhetedik évében.

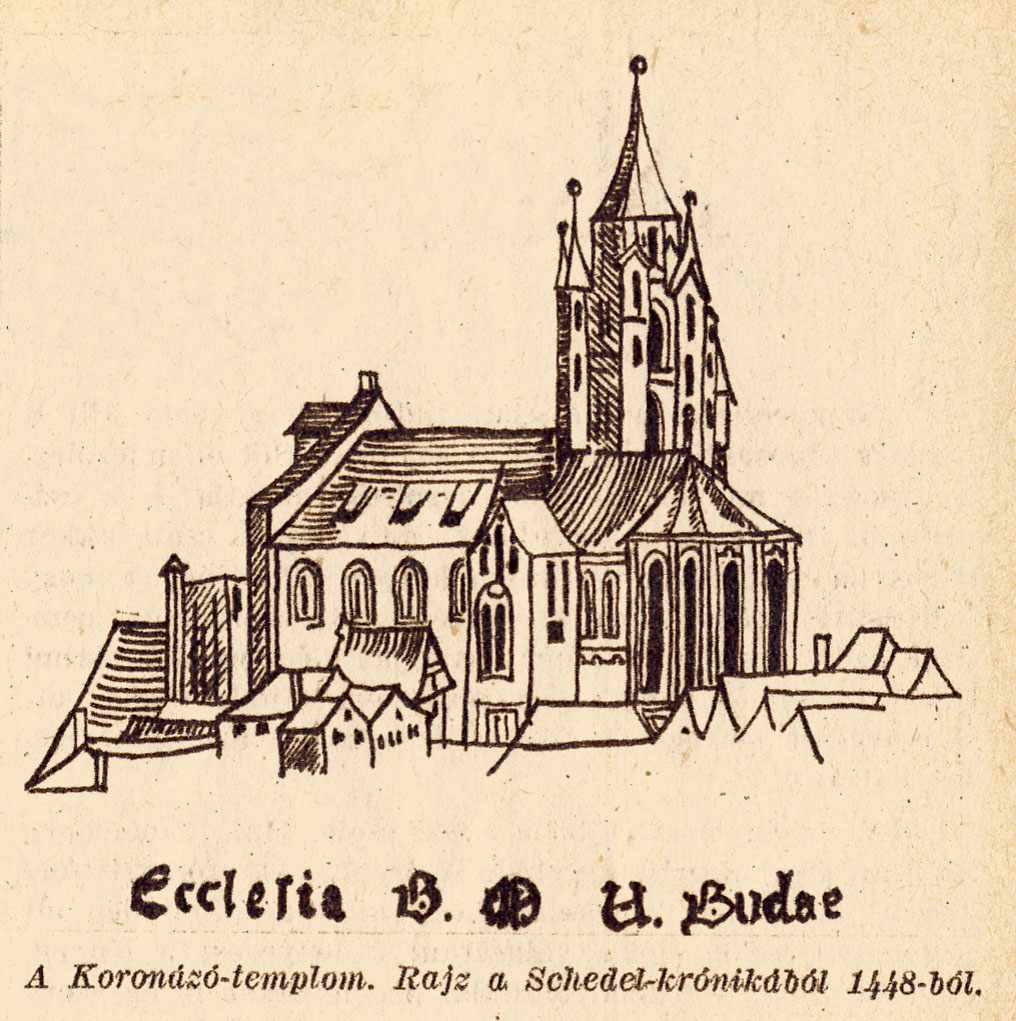
A a Budavári Nagyboldogasszony-templom egy korabeli ábrázolása, 1448.

Szlavónia bánja, végrendeletében meghagyta azt is, hogy a Budavári Nagyboldogasszony-templom temetőjében emelt kápolnában temessék el, továbbá azt is elrendelte, hogy az ekkorra már felépült kápolnát a végakarata szerint Szűz Mária mennybemenetelének tiszteletére szenteljék fel. Bőkezűsége a kápolna egyházi szükségleteit is fedezte. A kegyszereket az új kápolna sekrestyéjében őrizték.
Ernuszt János azt is meghagyta, hogy a kápolna miséit a Nagyboldogasszony-egyház plébánosa s annak káplánjai celebrálják. Sírkápolnájára a végrendeletben 4700 forintot hagyott. Meghagyta, hogy a temetőbe vitt márványlapra felvéssék a címerét és arról is gondoskodott, hogy megfaragtassák a kápolna oltárasztalát. Ezenkívül azt is elrendelte, hogy a kápolna számára falkárpitokat, terítőket vásároljanak. A végrendeletnek építészettörténeti érdekessége az, hogy Ernuszt száz aranyforintot hagyott a Nagyboldogasszony-templom új tornyának építésére is.

## Alakja a szépirodalomban
- Személye megjelenik – a történeti hűségtől némileg elrugaszkodva, az 1480-as évek történéseinek egyik közreműködőjeként – Bogáti Péter Halló, itt Mátyás király című regényében, mint a mű egyik legfontosabb mellékszereplője.